# Kaljajõgi
Kaljajõgi är ett vattendrag på Ösel i Estland. Den är 8,4 km lång och rinner ifrån sjön Karujärv till en sumpmark vid byn Selgase.